# Якоубек, Иржи
Иржи Якоубек (чеш. Jiří Jakoubek; род. 25 февраля 1960, Брно) — чехословацкий гребец, выступавший за сборную Чехословакии по академической гребле в 1980-х годах. Победитель и призёр первенств национального значения, участник летних Олимпийских игр в Сеуле.

## Биография
Иржи Якоубек родился 25 февраля 1960 года в городе Брно, Чехословакия.
Занимался академической греблей в Праге, проходил подготовку в столичном гребном клубе «Дукла».
Впервые заявил о себе на международном уровне в сезоне 1983 года, когда вошёл в состав чехословацкой национальной сборной и выступил на чемпионате мира в Дуйсбурге, где в зачёте парных четвёрок стал пятым.
В 1985 году на чемпионате мира в Хазевинкеле показал седьмой результат в парных двойках.
На чемпионате мира 1986 года в Ноттингеме был четвёртым в четвёрках.
В 1987 году занял девятое место в программе парных четвёрок на чемпионате мира в Копенгагене.
Благодаря череде удачных выступлений удостоился права защищать честь страны на летних Олимпийских играх 1988 года в Сеуле. В составе экипажа-четвёрки, куда также вошли гребцы Вацлав Халупа, Павел Лужек и Мартин Тихий, стал четвёртым на предварительном квалификационном этапе, но в дополнительном отборочном заезде превзошёл всех соперников и тем самым вышел в полуфинальную стадию, где вновь финишировал четвёртым. В утешительном финале В пришёл к финишу пятым, расположившись в итоговом протоколе соревнований на 11-й строке.
После сеульской Олимпиады Якоубек больше не показывал сколько-нибудь значимых результатов в академической гребле на международной арене.